# Hovdaholmen
Ne doit pas être confondu avec Hovdaholmen (Sveio).
Hovdaholmen est une île norvégienne et un village du comté de Hordaland appartenant administrativement à Bømlo.

## Description
Rocheuse et désertique, à fleur d'eau, elle s'étend sur environ 176 m de longueur pour une largeur approximative de 147 m. 